# Principauté de Seborga
Ne doit pas être confondu avec Seborga.
La principauté de Seborga, en italien principato di Seborga, est une micronation revendiquant le territoire de la commune italienne de Seborga, dans la région de Ligurie.

## Géographie
La micronation est limitrophe des communes d'Ospedaletti, Perinaldo, Sanremo et Vallebona.

## Histoire

### Origine de la principauté

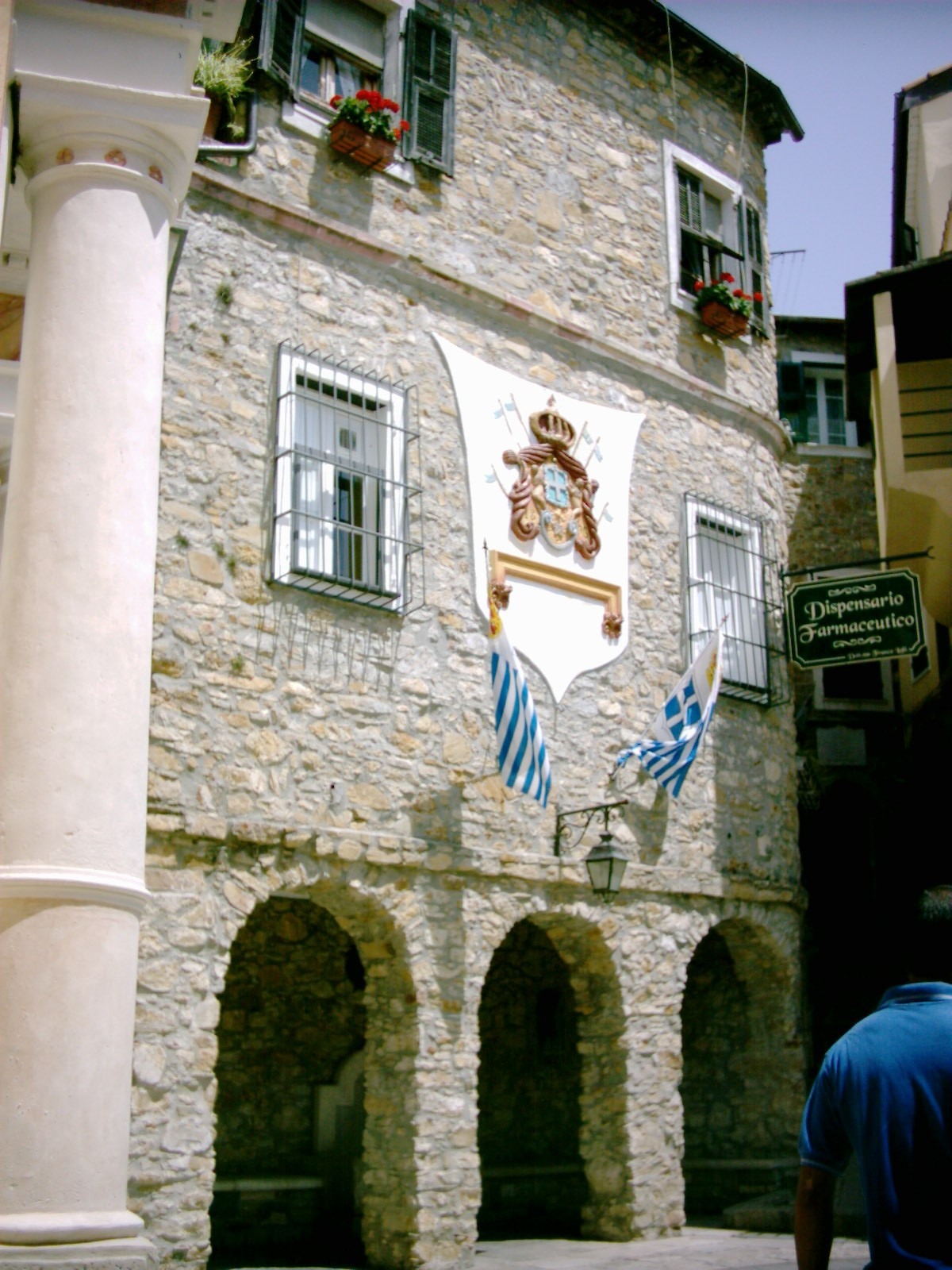
Vue de l'ancien palais de la monnaie de la principauté de Seborga.

En 954, le comte de Vintimille cède le fief de Seborga aux abbés de Lérins, qui en font une principauté ecclésiastique qui va durer pendant huit cents ans.
En janvier 1729, Victor-Amédée II de Sardaigne achète la principauté de Seborga à son propriétaire ecclésiastique, l'abbé Biancheri, mais sans en acquitter le prix ce qui explique que Seborga ne sera jamais mentionnée dans aucun traité ultérieur. Giuseppe Antonio Biancheri porte le titre de prince du 16 novembre 1710 jusqu'à son décès le 4 novembre 1746, malgré le « protectorat » de la maison de Savoie à partir de 1729 qui ne sera jamais reconnu. Seborga figure bien dans le « contado di Nizza » de la carte des États du roi de Sardaigne de 1779.
Dans les années 1950, quelques habitants du village de Seborga revendiquent la réactivation de l'indépendance par rapport à la République italienne, en vertu de son ancien statut de principauté ecclésiastique dont la localité aurait joui autrefois, et ils considèrent comme illégale l'annexion au royaume de Sardaigne, puis à l'Italie,.
L'auto-proclamation du territoire de Seborga en tant que principauté remonte à 1963 lorsque le fleuriste du village, Giorgio Carbone, est proclamé « prince Giorgio Ier de Seborga ». Un plébiscite auprès de la population du village approuve alors sa proclamation par 304 voix contre 4. Cette sécession se base sur le legs du village à l'abbaye de Lérins en 954 par un comte de Vintimille ainsi que sur la protection de la maison de Savoie, disparue en 1946 et vécue comme une « annexion » à l'Italie. Le « prince Giorgio Ier » constitue une association de droit italien type loi 1901 : Associazione Governo del Principato (Ordinanza no 576), et comptant une douzaine de membres.
Après la mort de Giorgio Carbone le 25 novembre 2009, la « direction » du mouvement est assurée par Alberto Romano jusqu'à l'élection de Marcello Menegatto, un promoteur immobilier, le 25 avril 2010, qui est investi le 22 mai suivant sous le nom de « Marcello Ier ». Il souhaite « continuer la lutte pour la réactivation de la reconnaissance de l'indépendance de la principauté et développer son économie ».
Le 22 février 2016, Nicolas Mutte, un écrivain français, s'autoproclame « prince de Seborga » sous le nom de « Nicolas Ier ». Il aurait reçu l'« allégeance » de certains proches de « Marcello Ier » qu'il appelle à démissionner. Le 14 juin 2019, Nicolas et son frère Martial Mutte sont mis en examen pour « escroquerie en bande organisée, fausse monnaie, production de faux documents administratifs ».
Le 23 avril 2017, Marcello Ier est réélu par les membres du mouvement de Seborga. Le 12 avril 2019, il annonce son intention d'abdiquer de la présidence de l'association, en restant en poste ad intérim jusqu'à l'élection de son successeur.
Lors de l'élection du 10 novembre 2019, la fille du prince Giorgio Ier, Laura Di Bisceglie, est battue par Nina Döbler, épouse de Marcello Menegatto, le prince démissionnaire. Nina Döbler devient la première dirigeante du mouvement et se proclame « princesse de Seborga » pour sept ans,,.
Le 18 mars 2024, des policiers français se sont rendus à Seborga dans un groupe de prières, dans le cadre des investigations portant sur l'affaire Dupont de Ligonnès,,,.

## Administration

### Administration non reconnue
L'indépendance de la principauté, bien que non reconnue, se base sur les trois procès contre l'État italien qui auraient été « tous gagnés » par la principauté de Seborga ;
Néanmoins, en 2008, la principauté, représentée par Giorgio Carbone, entre autres, saisit la Cour européenne des droits de l'homme (CEDH) siégeant à Strasbourg, pour faire valoir son indépendance. La demande est jugée irrecevable en 2012,.

### Régime du mouvement
La principauté est régie sous l'égide d'une constitution par un dirigeant, appelé prince ou princesse, élu pour sept ans. Elle dispose d'un gouvernement de neuf ministres nommé par les membres lors de l'assemblée générale dit « Conseil de la Couronne » et d'un « Conseil des prieurs », affichant les ambitions sécessionnistes du mouvement,.

### Dirigeants successifs
| Nom                 | Début du règne   | Fin du règne     | Annotations                                                   |
| Dirigeants inconnus | 954              | 1729             | Principauté ecclésiastique                                    |
| Giorgio Ier         | 14 mai 1963      | 25 novembre 2009 |                                                               |
| Alberto Romano      | 25 novembre 2009 | 25 avril 2010    | Régent                                                        |
| Marcello Ier        | 25 avril 2010    | 10 novembre 2019 | Réélu pour 7 ans en 2017. Démission annoncée le 12 avril 2019 |
| Nina (it)           | 10 novembre 2019 | En fonction      | Épouse de Marcello Ier                                        |

### Relations extérieures
Malgré sa non reconnaissance, des consulats diplomatiques sont ouverts à l'étranger, dont quatre en France.

### Fête nationale
La fête de la principauté a lieu le 20 août, jour de la fête de saint Bernard.

## Population et société

### Démographie
La population du village de Seborga s'élève à 280 habitants en octobre 2019.

### Économie

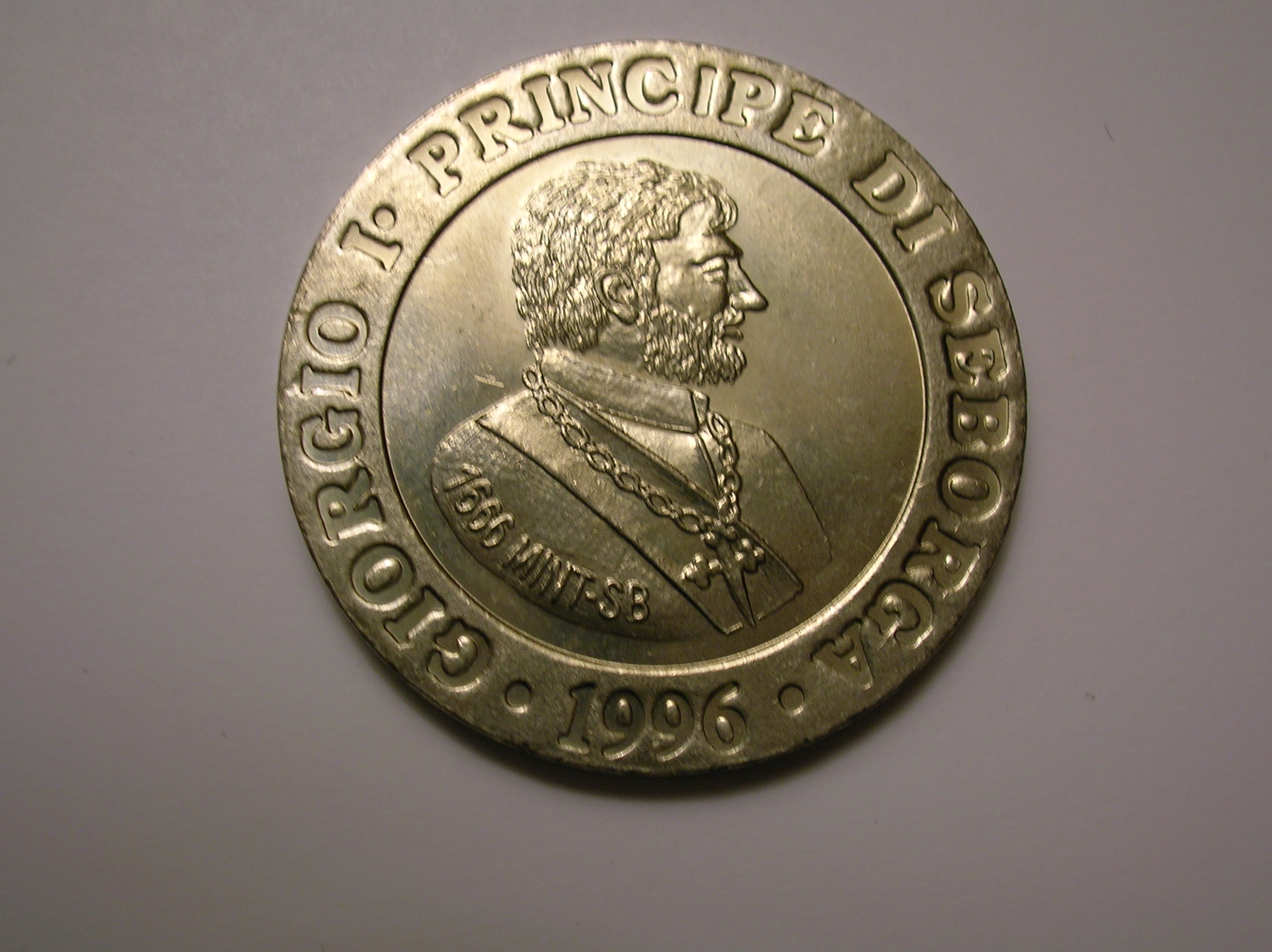
Recto d'une pièce de 15 centimes de luigino frappée en 1996 et représentant le prince de Seborga.

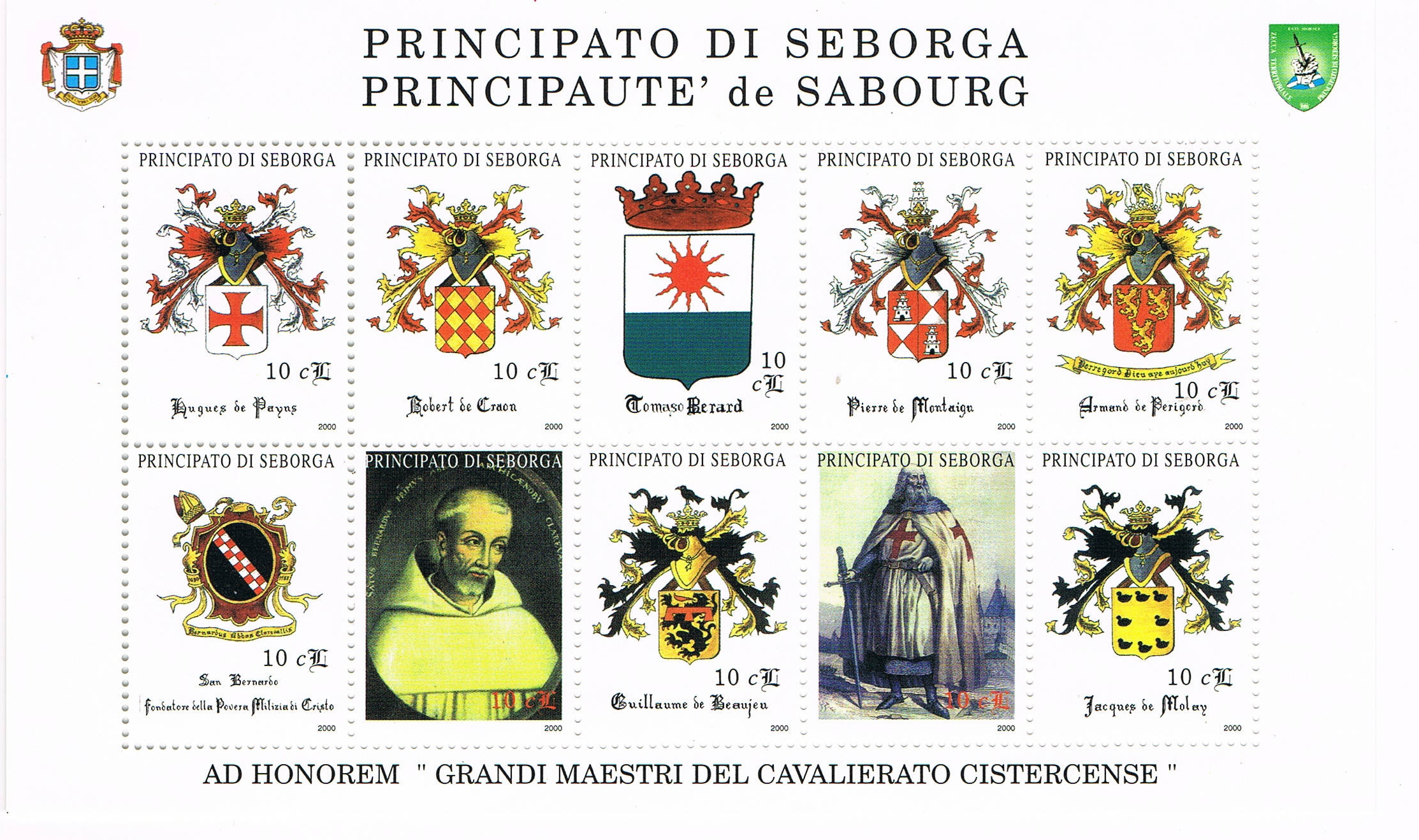
Timbres (2000).

Le folklore créé par la principauté et entretenu par ses membres attire des touristes. Entre 1994 et 1996, des pièces de monnaie de la principauté sont émises, attirant l'attention des numismates. Cette monnaie, le luigino, est alors indexée au dollar américain. Ces frappes monétaires ont un précédent historique car au XVIIe siècle, les abbés de Lérins, seigneurs de Seborga, avaient frappé monnaie,, des timbres sont aussi imprimés et le courrier est estampillé à l'effigie de l'ancienne principauté. La principauté édite ses propres vrai-faux passeports et passeports diplomatiques et des plaques d'immatriculation qui restent cependant interdites par les autorités italiennes.
Des produits alimentaires et autres articles touristiques sont vendus sous la marque Rosa Principe di Seborga (en français « Rose prince de Seborga »), déposée auprès de l'Office de l'Union européenne pour la propriété intellectuelle (EUIPO) en 2012 par le maire italien de Seborga.
Une activité plus traditionnelle est la culture des fleurs destinées à la parfumerie et aux fleuristes.
Les autres activités sont l'immobilier, la restauration, une galerie d'art, un potier, des épiceries et une jardinerie.